# Quercus dysophylla
Quercus dysophylla är en bokväxtart som beskrevs av George Bentham. Quercus dysophylla ingår i släktet ekar, och familjen bokväxter. Inga underarter finns listade.